# Title (EP)
《Title》은 미국 싱어송라이터 메간 트레이너의 데뷔 EP이다. 케빈 케이디시는 EP의 모든 곡을 프로듀싱했으며, 트레이너와 함께 작곡했다. 두 사람은 2014년 트레이너가 에픽 레코드와 계약한 직후 EP를 기획했다. 에픽 레코드는 같은 해 9월 9일 EP를 발매했으며, 다음 달 트레이너의 2015년 메이저 레이블 정규 데뷔 음반과 동일한 제목의 음반을 예약 판매로 대체했다.
음악적으로 《Title》은 1950년대 두왑에서 영감을 받은 곡들로 구성되어 있으며, 현대적인 R&B와 멜로딕 팝의 중간에 위치한다. EP는 헌신과 자기 자신에게 충실하다는 주제를 가사로 담고 있으며, 트레이너는 이를 통해 여성들에게 힘을 주고자 했다. EP에는 트레이너의 데뷔 싱글 〈All About That Bass〉가 수록되어 있으며, 이 곡은 2014년 6월 30일 발매되어 58개국에서 1위를 차지하고 전 세계적으로 1,100만 장이 판매되었다.  
《Title》은 평론가들로부터 엇갈린 평가를 받았다. 비평가들은 수록곡들이 상업적으로 성공할 가능성이 있다고 보았으나, 가사가 지나치게 반복적이며 트레이너의 음악성이 부족하다고 지적했다. EP는 빌보드 200 차트에서 15위로 데뷔했으며, 미국에서 17만 1천 장의 판매량을 기록했다. 또한 캐나다와 덴마크 차트에도 진입했다. 트레이너는 《Title》을 홍보하기 위해 〈All About That Bass〉를 여러 TV 프로그램에서 공연했으며, 타이틀곡 〈Title〉을 다른 행사에서 선보였다. 또한 2015년 콘서트 투어 That Bass Tour와 MTrain Tour의 세트리스트에 EP의 모든 수록곡을 포함했다.

## 곡 목록
| #            | 제목                    | 재생 시간 |
| ------------ | ----------------------- | --------- |
| 1.           | 〈All About That Bass〉 | 3:07      |
| 2.           | 〈Title〉               | 2:54      |
| 3.           | 〈Dear Future Husband〉 | 3:04      |
| 4.           | 〈Close Your Eyes〉     | 3:40      |
| 총 재생 시간 | 총 재생 시간            | 12:45     |

## 평가
| 전문가 평가             | 전문가 평가 |
| 평가 점수               | 평가 점수   |
| 출처                    | 점수        |
| ----------------------- | ----------- |
| AllMusic                | [ 1 ]       |
| Knoxville News Sentinel | [ 2 ]       |
| Rolling Stone           | [ 3 ]       |
| Stereogum               | Positive    |